# Abdelmadjid Tebboune
Abdelmajid Tebboune (nascido a 17 de novembro de 1945) é um político argelino, atual Presidente da Argélia desde 2019. Anteriormente, foi primeiro-ministro da Argélia de maio até agosto de 2017. Ele assumiu o poder após as renúncias dos presidentes Abdelaziz Bouteflika e Abdelkader Bensalah, foi ministro da Habitação de 2001 a 2002 e, novamente, de 2012 até 2017.

## Primeiros anos e educação
Tebboune nasceu a 17 de novembro de 1945 em Mécheria, na Argélia. Licenciou-se na Escola Nacional de Administração em 1965.

## Carreira política
Tebboune foi ministro-delegado para o Poder Local de 1991 a 1992. Mais tarde, sob a presidência de Abdelaziz Bouteflika, fez parte do governo como ministro da Comunicação e Cultura de 1999 a 2000, e seguidamente como ministro-delegado para o Poder Local de 2000 a 2001. Foi ministro da Habitação e Planeamento Urbano entre 2001 e 2002. Dez anos mais tarde, em 2012, regressou ao cargo de ministro da Habitação no governo do primeiro-ministro Abdelmalek Sellal.
Após as eleições parlamentares de maio de 2017, o presidente Bouteflika nomeou Tebboune como sucessor de Sellal como primeiro-ministro a 24 de maio de 2017. A nomeação de Tebboune foi considerada uma surpresa. O novo governo chefiado por Tebboune foi nomeado a 25 de maio. Acabou por ser demitido pelo Presidente Bouteflika em agosto de 2017, tendo sido substituído por Ahmed Ouyahia.
Foi eleito presidente da Argélia em 2019. Em 12 de dezembro de 2019, Tebboune foi eleito presidente após a eleição presidencial da Argélia em 2019, depois de receber 58% dos votos, contra candidatos de ambos os principais partidos (a Frente de Libertação Nacional e o União Nacional Democrática). Em 19 de dezembro, ele assumiu o cargo e recebeu a Ordem Nacional de Mérito do seu antecessor, o Presidente Abdelkader Bensalah.
A 23 de maio de 2023, foi agraciado com o grau de Grande-Colar da Ordem do Infante D. Henrique, de Portugal.